# Budimir Vujačić
Budimir Vujačić (* 4. leden 1964 Titograd) je bývalý jugoslávský a srbský fotbalista.

## Reprezentační kariéra
Budimir Vujačić odehrál za jugoslávský národní tým v letech 1989–1996 celkem 12 reprezentačních utkání.

## Statistiky
| Jugoslávie    | Jugoslávie | Jugoslávie |
| Roky          | Zápasů     | Gólů       |
| ------------- | ---------- | ---------- |
| 1989          | 4          | 0          |
| 1990          | 0          | 0          |
| 1991          | 3          | 0          |
| 1992          | 1          | 0          |
| Celkem        | 8          | 0          |
| SR Jugoslávie |            |            |
| Roky          | Zápasů     | Gólů       |
| 1995          | 2          | 0          |
| 1996          | 2          | 0          |
| Celkem        | 4          | 0          |